# Campeonato Venezuelano de Futebol de 2023 – Primeira Divisão
O Campeonato Venezuelano de Futebol de 2023, ou Liga FUTVE, foi a 67ª edição da primeira divisão da Venezuela desde a sua criação em 1957. O torneio é organizado pela Federação Venezuelana de Futebol. Um total de 15 equipes participaram da competição, 14 deles provenientes da temporada passada, e 1 promovido da segunda divisão.
A competição premiou o 10.º título do Deportivo Táchira que venceu a final contra o Caracas por 4–1 nos pênaltis, após empate por 1–1 no tempo normal e prorrogação.

## Sistema de jogo
Os formato e modelo de competição da temporada 2023 da Liga FUTVE será do seguinte modo:
- Fase Regular: Os 15 clubes se enfrentam em um torneio geral, em que todos se enfrentam, com partidas de ida e volta, totalizando, assim, 30 rodadas. Os clubes que terminarem do 5º ao 8º lugar se classificarão para a primeira fase da Copa Sul-Americana de 2024;
- Fase Final: Os quatro primeiros lugares da Fase Regular se classificarão para uma fase final, em que os dois melhores times irão para a Final do Campeonato e para a Fase de grupos da Libertadores 2024. O 3° e 4° se classificam, respectivamente, para a segunda e a primeira fase da competição internacional;
- Final Absoluta: Em partida única, os dois melhores times da Fase Final irão se enfrentar para decidir o campeonato, o time com a melhor posição na fase anterior será o mandante.[1][2]

## Equipes participantes

### Promoções e rebaixamentos
A equipe Deportivo Lara não obteve a licença de clubes necessária para poder participar da Primeira Divisão. Ao mesmo tempo, o Angostura foi campeã da Segunda Divisão, ganhando a promoção pela primeira vez em sua história, substituindo o Aragua, que foi rebaixado.
| Pos. | à Primera Divisão |
| ---- | ----------------- |
| 1º   | Angostura         |

| Pos. | à Segunda Divisão |
| ---- | ----------------- |
| 16°  | Aragua            |

| Retirado da Primeira Divisão |
| ---------------------------- |
| Deportivo Lara               |

### Dados das equipes
| Equipe                  | Cidade         | Estado     | Estádio                       | Capacidade | Títulos (último) |
| ----------------------- | -------------- | ---------- | ----------------------------- | ---------- | ---------------- |
| Academia Puerto Cabello | Puerto Cabello | Carabobo   | Complejo Deportivo Socialista | 7.000      | —                |
| Angostura               | Ciudad Bolívar | Bolívar    | Ricardo Tulio Maya            | 2.500      | —                |
| Carabobo                | Valencia       | Carabobo   | Misael Delgado                | 10.000     | —                |
| Caracas                 | Caracas        | Caracas    | Olímpico de la UCV            | 24.900     | 12 (2019)        |
| Deportivo La Guaira     | Caracas        | Caracas    | Olímpico de la UCV            | 24.900     | 1 (2020)         |
| Deportivo Táchira       | San Cristóbal  | Táchira    | Pueblo Nuevo                  | 38.755     | 9 (2021)         |
| Estudiantes de Mérida   | Mérida         | Mérida     | Metropolitano de Mérida       | 42.200     | 2 (1985)         |
| Hermanos Colmenarez     | Barinas        | Barinas    | Reinaldo Melo                 | 8.000      | —                |
| Metropolitanos          | Caracas        | Caracas    | Olímpico de la UCV            | 24.900     | 1 (2022)         |
| Mineros de Guayana      | Ciudad Guayana | Bolívar    | Cachamay                      | 41.600     | 1 (1989)         |
| Monagas                 | Maturín        | Monagas    | Monumental de Maturín         | 51.796     | 1 (2017)         |
| Portuguesa              | Araure         | Portuguesa | José Antonio Páez             | 14.000     | 5 (1978)         |
| Rayo Zuliano            | Maracaibo      | Zulia      | José Encarnación Romero       | 40.800     | —                |
| Universidad Central     | Caracas        | Caracas    | Olímpico de la UCV            | 24.900     | 1 (1957)         |
| Zamora                  | Barinas        | Barinas    | Agustín Tovar                 | 24.396     | 4 (2018)         |

## Fase Regular

### Classificação
| Pos | Equipe                  | Pts | J  | V  | E  | D  | GP | GC | SG  | Classificação                                     |
| --- | ----------------------- | --- | -- | -- | -- | -- | -- | -- | --- | ------------------------------------------------- |
| 1   | Deportivo Táchira       | 64  | 28 | 19 | 7  | 2  | 47 | 17 | +30 | Fase Final e Copa Libertadores da América de 2024 |
| 2   | Academia Puerto Cabello | 60  | 28 | 19 | 3  | 6  | 49 | 19 | +30 | Fase Final e Copa Libertadores da América de 2024 |
| 3   | Portuguesa              | 46  | 28 | 13 | 7  | 8  | 32 | 26 | +6  | Fase Final e Copa Libertadores da América de 2024 |
| 4   | Caracas                 | 45  | 28 | 10 | 15 | 3  | 44 | 27 | +17 | Fase Final e Copa Libertadores da América de 2024 |
| 5   | Carabobo                | 45  | 28 | 11 | 12 | 5  | 35 | 21 | +14 | 1ª fase da Copa Sul-Americana de 2024             |
| 6   | Deportivo La Guaira     | 39  | 28 | 9  | 12 | 7  | 37 | 33 | +4  | 1ª fase da Copa Sul-Americana de 2024             |
| 7   | Metropolitanos          | 39  | 28 | 11 | 6  | 11 | 37 | 37 | 0   | 1ª fase da Copa Sul-Americana de 2024             |
| 8   | Rayo Zuliano            | 36  | 28 | 8  | 12 | 8  | 33 | 39 | −6  | 1ª fase da Copa Sul-Americana de 2024             |
| 9   | Estudiantes de Mérida   | 33  | 28 | 9  | 6  | 13 | 39 | 41 | −2  |                                                   |
| 10  | Monagas                 | 30  | 28 | 8  | 6  | 14 | 29 | 31 | −2  |                                                   |
| 11  | Angostura               | 30  | 28 | 8  | 6  | 14 | 32 | 41 | −9  |                                                   |
| 12  | Zamora                  | 30  | 28 | 8  | 6  | 14 | 31 | 50 | −19 |                                                   |
| 13  | Universidad Central     | 27  | 28 | 6  | 9  | 13 | 27 | 36 | −9  |                                                   |
| 14  | Hermanos Colmenarez     | 24  | 28 | 5  | 9  | 14 | 25 | 37 | −12 |                                                   |
| 15  | Mineros de Guayana      | 20  | 28 | 4  | 8  | 16 | 25 | 57 | −32 | Rebaixado para a Segunda Divisão de 2024          |

### Desempenho por rodada
Clubes que lideraram o campeonato ao final de cada rodada:
|       | 1ª  | 2ª  | 3ª  | 4ª  | 5ª  | 6ª  | 7ª  | 8ª  | 9ª  | 10ª | 11ª | 12ª | 13ª | 14ª | 15ª | 16ª | 17ª | 18ª | 19ª | 20ª | 21ª | 22ª | 23ª | 24ª | 25ª | 26ª | 27ª | 28ª | 29ª | 30ª |
| Geral | APC | APC | APC | APC | APC | APC | APC | APC | APC | APC | APC | APC | APC | APC | APC | APC | APC | APC | APC | APC | APC | APC | APC | APC | APC | TAC | TAC | TAC | TAC | TAC |

Clubes que ficaram na última posição do campeonato ao final de cada rodada:
|       | 1ª  | 2ª  | 3ª  | 4ª  | 5ª  | 6ª  | 7ª  | 8ª  | 9ª  | 10ª | 11ª | 12ª | 13ª | 14ª | 15ª | 16ª | 17ª | 18ª | 19ª | 20ª | 21ª | 22ª | 23ª | 24ª | 25ª | 26ª | 27ª | 28ª | 29ª | 30ª |
| Geral | RAY | EST | MIN | POR | MET | UCV | UCV | UCV | UCV | UCV | UCV | UCV | MIN | MIN | MIN | MIN | MIN | MIN | MIN | MIN | MIN | MIN | MIN | MIN | MIN | MIN | MIN | MIN | MIN | MIN |

### Resultados
| Mandante \ Visitante    | APC | ANG | CBO | CAR | DLG | TAC | ESM | HCO | MET | MIN | MON | POR | DRZ | UCV | ZAM |
| ----------------------- | --- | --- | --- | --- | --- | --- | --- | --- | --- | --- | --- | --- | --- | --- | --- |
| Academia Puerto Cabello | —   | 2–0 | 0–0 | 2–1 | 1–0 | 0–0 | 1–0 | 1–0 | 1–0 | 2–0 | 2–0 | 4–1 | 3–0 | 4–0 | 2–0 |
| Angostura               | 2–2 | —   | 0–1 | 2–0 | 1–2 | 0–1 | 2–3 | 0–0 | 3–2 | 2–0 | 2–0 | 1–2 | 1–1 | 1–1 | 2–1 |
| Carabobo                | 0–2 | 1–1 | —   | 1–1 | 3–2 | 1–3 | 2–0 | 1–0 | 2–2 | 6–1 | 3–0 | 1–0 | 0–0 | 2–1 | 3–0 |
| Caracas                 | 2–1 | 4–1 | 0–0 | —   | 1–1 | 2–2 | 2–2 | 2–2 | 2–0 | 1–1 | 2–0 | 1–1 | 3–3 | 0–0 | 4–0 |
| Deportivo La Guaira     | 2–1 | 1–0 | 1–1 | 2–1 | —   | 0–0 | 1–3 | 2–2 | 2–0 | 1–1 | 0–0 | 2–2 | 5–3 | 0–0 | 3–0 |
| Deportivo Táchira       | 1–0 | 1–0 | 1–0 | 1–1 | 2–0 | —   | 3–0 | 1–0 | 2–0 | 4–1 | 1–0 | 1–1 | 5–0 | 1–1 | 1–1 |
| Estudiantes de Mérida   | 1–3 | 5–0 | 1–1 | 0–2 | 2–1 | 1–3 | —   | 1–0 | 0–2 | 3–1 | 1–1 | 0–1 | 1–2 | 2–0 | 2–2 |
| Hermanos Colmenarez     | 0–1 | 2–2 | 2–1 | 0–0 | 0–0 | 3–1 | 1–0 | —   | 0–1 | 1–2 | 2–1 | 0–2 | 1–3 | 1–1 | 0–2 |
| Metropolitanos          | 2–1 | 1–0 | 1–0 | 2–2 | 2–2 | 2–0 | 0–1 | 2–3 | —   | 3–0 | 3–2 | 0–1 | 2–1 | 1–1 | 1–2 |
| Mineros de Guayana      | 0–3 | 1–2 | 0–1 | 1–3 | 0–2 | 0–4 | 1–1 | 2–2 | 1–1 | —   | 2–1 | 0–0 | 1–0 | 2–0 | 1–2 |
| Monagas                 | 3–2 | 1–0 | 1–1 | 0–2 | 2–2 | 1–2 | 1–1 | 2–1 | 0–2 | 3–1 | —   | 1–2 | 1–3 | 1–0 | 2–1 |
| Portuguesa              | 0–2 | 0–2 | 0–0 | 1–1 | 2–0 | 0–1 | 2–0 | 1–0 | 0–1 | 2–0 | 1–2 | —   | 1–2 | 2–0 | 2–1 |
| Rayo Zuliano            | 1–0 | 2–1 | 0–0 | 0–0 | 0–1 | 1–2 | 2–1 | 1–1 | 1–1 | 4–4 | 1–0 | 1–1 | —   | 0–0 | 1–1 |
| Universidad Central     | 2–3 | 1–2 | 0–0 | 0–2 | 1–1 | 1–2 | 3–2 | 2–1 | 3–2 | 2–0 | 0–2 | 0–1 | 2–0 | —   | 5–0 |
| Zamora                  | 1–3 | 3–2 | 0–2 | 1–2 | 2–1 | 0–1 | 1–5 | 2–0 | 4–1 | 1–1 | 1–1 | 1–2 | 0–0 | 1–0 | —   |

## Fase Final
| Pos | Equipe                  | Pts | J | V | E | D | GP | GC | SG | Classificação                                                     |  | TAC | CAR | POR | APC |
| --- | ----------------------- | --- | - | - | - | - | -- | -- | -- | ----------------------------------------------------------------- |  | --- | --- | --- | --- |
| 1   | Deportivo Táchira       | 12  | 6 | 3 | 3 | 0 | 8  | 3  | +5 | Avança para a Final e Fase de grupos da Copa Libertadores de 2024 |  | —   | 1–1 | 3–0 | 2–1 |
| 2   | Caracas                 | 9   | 6 | 2 | 3 | 1 | 5  | 4  | +1 | Avança para a Final e Fase de grupos da Copa Libertadores de 2024 |  | 0–0 | —   | 2–0 | 1–0 |
| 3   | Portuguesa              | 6   | 6 | 1 | 3 | 2 | 6  | 9  | −3 | Segunda fase da Copa Libertadores de 2024                         |  | 1–1 | 3–1 | —   | 1–1 |
| 4   | Academia Puerto Cabello | 3   | 6 | 0 | 3 | 3 | 3  | 6  | −3 | Primeira fase da Copa Libertadores de 2024                        |  | 0–1 | 0–0 | 1–1 | —   |

### Desempenho por rodada
Clubes que lideraram cada grupo ao final de cada rodada:
|       | 1ª  | 2ª  | 3ª  | 4ª  | 5ª  | 6ª  |
| Geral | APC | TAC | TAC | TAC | TAC | TAC |

## Final
| 25 de novembro | Deportivo Táchira | 1 – 1 | Caracas    | Estádio Polideportivo de Pueblo Nuevo, San Cristóbal |
| 17:00 (UTC−4)  | Castillo 84'      |       | Ortega 91' |                                                      |

|                           |       | Penalidades             |  |
| Ritacco Cova Garcia Vivas | 4 − 1 | Jimenez Gonzalez Ortega |  |

## Premiação
| Campeonato Venezuelano de Futebol de 2023 LIGA FUTVE 2023 |
| Táchira                                                   |
| --------------------------------------------------------- |
| Deportivo Táchira Campeão (10.º título)                   |